# Grå hinnvinge
Grå hinnvinge (Nudaria mundana) är en fjärilsart som beskrevs av Carl von Linné 1761. Grå hinnvinge ingår i släktet Nudaria och familjen björnspinnare. Enligt den finländska rödlistan är arten nära hotad i Finland. Arten är reproducerande i Sverige. Artens livsmiljö är lundskogar. Inga underarter finns listade i Catalogue of Life.

## Bildgalleri

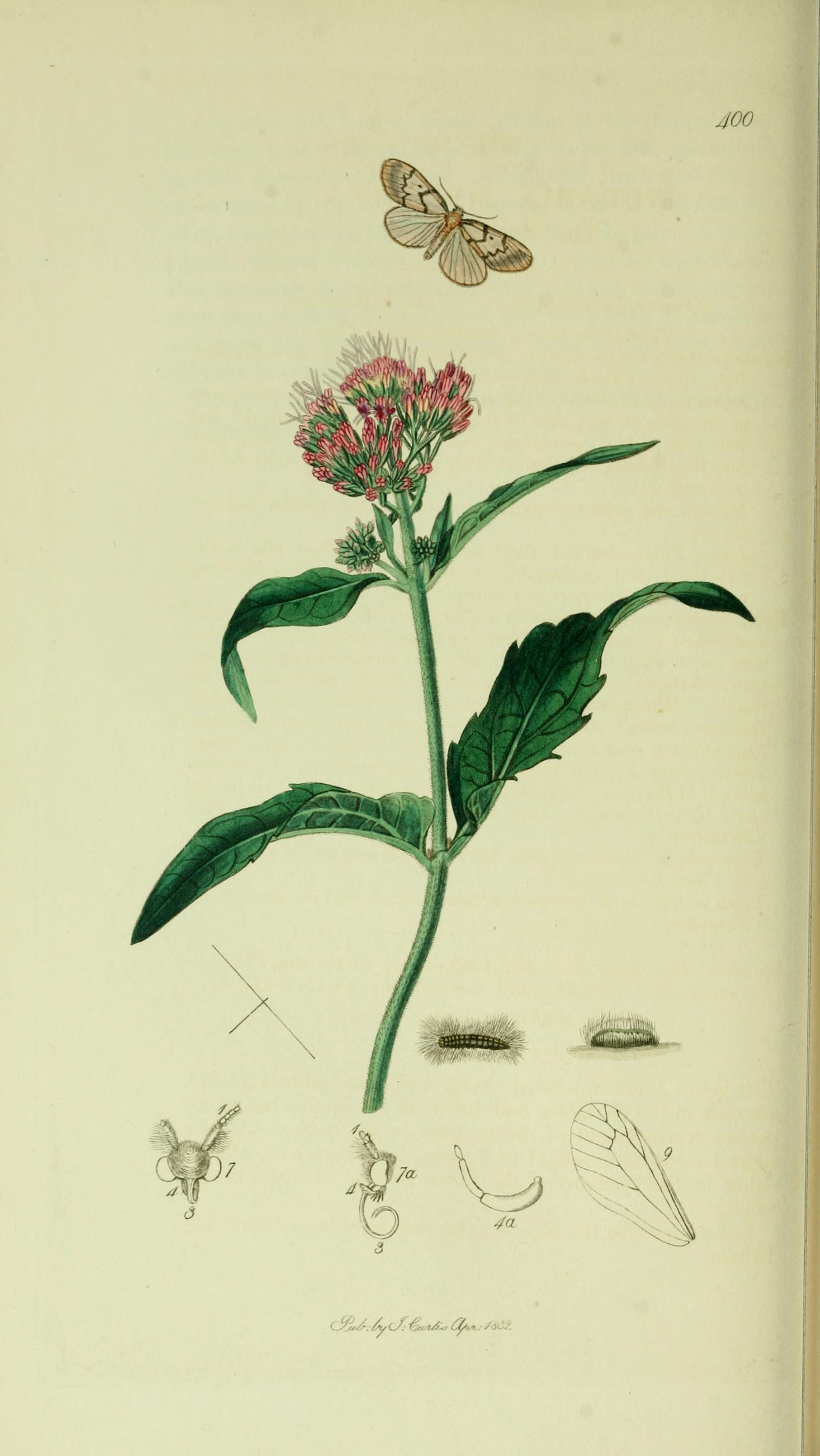
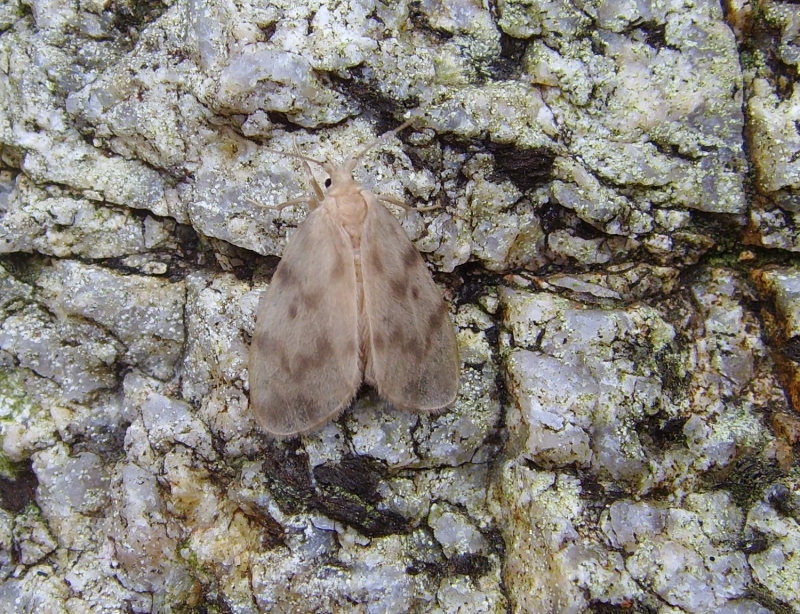